# BEST 2 (민해경의 음반)
BEST 2은 대한민국의 가수 민해경의 1989년 발매한 다섯번째 베스트앨범이다. 강인원, 전영록, 이호준이 프로듀서로 참여한 앨범이다.

## 앨범의 특징
8집의 전곡 (except 사랑이란 정말)과, 그대 모습은 장미, 7집 수록곡 일부 수록.

## 트랙 리스트
| #   | 제목                                          | 작사           | 작곡   | 편곡 | 재생 시간 |
| --- | --------------------------------------------- | -------------- | ------ | ---- | --------- |
| 1.  | 〈약속은 바람처럼〉                           | 장대성         | 전영록 | 3:38 |           |
| 2.  | 〈존대말을 써야 할 지 반말로 얘기해야 할 지〉 | 강인원         | 강인원 | 3:28 |           |
| 3.  | 〈창가에 흐르는 세월〉                        | 전영록         | 전영록 | 3:30 |           |
| 4.  | 〈떠나간다고 잊을 건가〉                      | 한석인         | 한석인 | 3:33 |           |
| 5.  | 〈말하지 않아도〉                             | 한석인         | 한석인 | 3:53 |           |
| 6.  | 〈하루 지나고 아침이 오면〉                   | 한석인         | 한석인 | 3:14 |           |
| 7.  | 〈내 말 좀 들어봐요 그대〉                    | 한석인         | 한석인 | 3:38 |           |
| 8.  | 〈그대를 사랑한다고 말할 순 없었지만〉        | 한석인         | 한석인 | 4:04 |           |
| 9.  | 〈내 마음 당신 곁으로〉                       | 김기표         | 김기표 | 3:50 |           |
| 10. | 〈사랑은 세상의 반〉                          | 강인원         | 강인원 | 4:08 |           |
| 11. | 〈그대는 인형처럼 웃고 있지만〉               | 강인원         | 강인원 | 2:56 |           |
| 12. | 〈성숙〉                                      | 김미선         | 강인원 | 4:24 |           |
| 13. | 〈변명〉                                      | 박건호         | 김재일 | 4:08 |           |
| 14. | 〈누구의 노래일까〉                           | 박건호         | 이범희 | 3:16 |           |
| 15. | 〈그대 모습은 장미〉                          | 강인원, 박건호 | 강인원 | 3:20 |           |

## 같이 보기
- 민해경 디스코그래피